# Fath al-Islam
Fatḥ al-Islām (in arabo فتح الإسلام‎?, chiamato spesso erroneamente dai media occidentali Fatah al-Islam) è un movimento armato gihadista salafista, basato in Libano, essenzialmente nel campo-profughi di Nahr al-Bared e in Siria, qui comparso nel novembre del 2006. È un gruppo secessionista di Fath-Intifada, che si staccò dal Fatḥ di Yasser Arafat nel 1983. Il suo leader, Shakir al-'Absi, si presume sia morto o che sia stato catturato in Siria.
Un imprecisato numero di membri del movimento salafista palestinese Jund al-Shām (l'Esercito di Siria) si sarebbe integrato nel Fatḥ al-Islām.

## Storia
Il Fatḥ al-Islām afferma che il suo principale obiettivo è la liberazione di Gerusalemme e che ciò non poteva essere realizzato a prescindere dall'Islam.
Il Blocco del 14 marzo accusa Fatḥ al-Islām di essere un burattino del regime siriano (cosa negata invece da Damasco), che si dice abbia ucciso o imprigionato il suo leader. Attualmente è provato che il movimento comprende Palestinesi, Libanesi, Sauditi, Siriani, Ceceni, Yemeniti, Pakistani, Iracheni e almeno un Algerino e un Bengalese. Il movimento sarebbe stato finanziato con fondi sauditi e, in parte, da fondi statunitensi, al fine di contrastare il partito guerrigliero sciita libanese di Hezbollah.
Sulla base delle confessioni rese in quattro anni di guerra dai suoi membri arrestati dalle forze dell'ordine regolari libanesi, questo movimento è accusato di essere stato l'autore di un attentato perpetrato il 13 febbraio 2007, a Ayn Alaq-Bikfaya, nelle montagne a NE di Beirut, contro due minibus di trasporto pubblico. Esso è anche sospettato di aver fomentato altri attentati.
Secondo alcuni rifugiati palestinesi del Campo-profughi di Nahr al-Bared, presso Tripoli, i fondamentalisti islamici sono arrivati verso la fine dell'estate del 2006 affermando di sostenere il Fath-Intifada. Questo campo sarebbe stato prescelto perché situato in area sunnita e perché non dominato da alcuna fazione palestinese, controllando esse solo qualche quartiere. Per il passato, questo campo era controllato dal FPLP, ma questo movimento s'era indebolito a causa della morte dei suoi capi. Nel giro di qualche mese, quando essi erano ormai diventati abbastanza numerosi, tutti costoro si proclamarono militanti del Fatḥ al-Islām. Sempre secondo i palestinesi, essi avevano parecchi soldi e armi ed erano, prima dei combattimenti del maggio-giugno 2007, circa 700.
Il gruppo è internazionale ma la maggioranza sarebbe libanese sunnita di Fnaydek e Sirr al-Dinniyya, nella regione dell'Akkār, a una cinquantina di chilometri a NE di Tripoli.
L'opposizione libanese e di numerosi palestinesi accusa il governo libanese e la Corrente del Futuro di Saʿd Ḥarīrī d'aver favorito lo sviluppo di questo gruppo per contrastare le ambizioni di Hezbollah e di averlo finanziato con fondi sauditi, anche grazie alla considerazione che gli Hariri erano assai legati alla famiglia dei Saʿūd. Il governo libanese avrebbe scatenato i combattimenti per far commettere un passo falso alla Siria e per poterla accusare qualche giorno prima che il Consiglio di Sicurezza delle Nazioni Unite si riunisse per ottenere il sostegno dei Paesi e dei media occidentali. La tesi della manipolazione del governo filo-occidentale libanese e quella dell'implicazione siriana non sono tuttavia minimamente provate, ma i media radio-televisivi occidentali parlano solo della seconda ipotesi, mentre i giornali sono assai più cauti.
A proposito di queste accuse, un uomo politico siriano ha dichiarato: «se vi fosse un terremoto in Libano, il governo accuserebbe la Siria». Hezbollah ammonisce l'esercito regolare libanese di non intervenire contro il Fatḥ al-Islām e chiede al Fatḥ e a Ḥamās di lavorare come negoziatori, affinché i militanti gihadisti depongano le armi e siano portati davanti alla giustizia. Hezbollah respinge la possibilità che l'esercito libanese serva da braccio armato degli USA nella sua lotta contro al-Qa'ida. Il partito teme che il conflitto coi terroristi del Fatḥ al-Islām sia utilizzato per insediare i rifugiati palestinesi nel Libano in maniera definitiva.
Combattimenti hanno avuto luogo nell'estate del 2007 fra le forze libanesi e i membri di questa organizzazione. Al 7 agosto 2007, più di 200 persone erano state uccise, fra cui 134 soldati libanesi e Abu Hurayra, capo aggiunto del Fatḥ al-Islām. Questo bilancio non tiene conto dei fondamentalisti uccisi, i cui cadaveri sono rimasti nel campo-profughi.
Durante la notte del 2 settembre 2007, un numero rilevante di fondamentalisti ancora nel campo-profughi hanno tentato la fuga e fra essi si trovava Shakir al-'Absi, il leader di Fath al-Islam. Poco dopo, l'esercito libanese ha annunciato la fine dei combattimenti, lo sradicamento del movimento e la morte di Shākir al-ʿAbsī, prima che il suo corpo fosse stato identificato nell'ospedale della città di Tripoli.
Il 27 settembre 2008, un attentato suicida a Damasco ha ucciso 17 persone. Le autorità siriane hanno accusato formalmente il Fatḥ al-Islām di essere stato il responsabile di questo atto criminale.